# Lettera da Gerusalemme
Lettera da Gerusalemme è un singolo del gruppo musicale italiano The Sun, pubblicato il 9 aprile 2020 come primo estratto dell'album Qualcosa di vero.

## Descrizione
La canzone è stata composta nell'estate del 2019 e pubblicata il 9 aprile 2020, in occasione del Giovedì santo. Concepita come un dialogo tra genitore e figlio, è nata dalle varie esperienze che la band ha vissuto a Gerusalemme, tra incontri, concerti, testimonianze ed è stata scritta per celebrare il tempo pasquale. 
Musicalmente il brano si compone di una voce cantata piano su una chitarra acustica arpeggiata e una di accompagnamento, insieme a una leggera orchestrazione.

## Tracce
1. Lettera da Gerusalemme – 3:11 (testo: Francesco Lorenzi – musica: Francesco Lorenzi, Maurizio Baggio)

## Video musicale
Il videoclip è stato ultimato a febbraio 2020 e pubblicato il 12 aprile, in concomitanza con la Domenica di Pasqua. È composto da oltre cinquemila disegni animati realizzati da Lisa Pizzato, che vedono protagonista una bambina rappresentante «il rapporto che ogni persona ha nell'incontro con l'amore di Dio Padre».

## Formazione
- Francesco "The President" Lorenzi – voce, chitarra acustica
- Maurizio Baggio – orchestrazione